# آبشار کالامبو
آبشار کالامبو (به انگلیسی: Kalambo Falls) آبشاری است که در کشور زامبیا واقع شده‌است و بلندترین ریزشگاه آن ۲۳۵ متر ارتفاع دارد. حوضهٔ آبریز این آبشار، رود کالامبو است.